# Мексиканска цесия
Мексиканска цесия (на английски: Mexican Cession; на испански: Cesión mexicana) се нарича отстъпването на регион в съвременните югозападни Съединени американски щати, до мексиканско-американската война контролиран от Мексико. Това става с договора от Гуадалупе Идалго, подписан на 2 февруари 1848 г. С договора се слага край на войната и САЩ получава контрол над Тексас, а също така и над Калифорния, Невада, Юта и части от Колорадо, Аризона, Ню Мексико и Уайоминг. С договора границата между Мексико и САЩ е определена по Рио Гранде и река Хила.
Мексиканската цесия обхваща 525 000 квадратни мили (или 1 360 000 km2) и е третото по големина придобиване на значителна територия в историята на САЩ. По-големи са покупката на Луизиана от 827 000 квадратни мили (или 2 140 000 кв.км.) от 1803 г. и по-късната покупка на Аляска от 586 000 квадратни мили (или 1 520 000 кв.км.), закупена от Русия през 1867 г.
Мексиканската цесия не засяга областите на изток от Рио Гранде, които са част от Република Тексас, която претендира за независимост след Тексаската революция от 1836 г. Кратката война за независимост на Тексас е последвана от десетилетие на призната държавност и анексиране от САЩ през 1845 г.
В замяна на отстъпената територия Мексико получава 15 млн. долара.
Мексиканската цесия е една от причините, довели до Американската гражданска война (1861 – 1865), във връзка със запазения в тези земи институт на робството, който се превръща в централен американски политически въпрос през десетилетието от 1850 г.